# Athiémè
Athiémè é uma vila e arrondissement localizado no  Mono (departamento) do Benim. A comuna cobre uma área de 220 quilómetros quadrados e a partir de 2002 tem uma população de 39,481 pessoas.